# Sint-Pietersvloed
De Sint-Pietersvloed (Duits: Petriflut) was de benaming voor twee verschillende stormvloeden die in 1651 de kusten van Nederland en Duitsland troffen en voor grote overstromingen zorgden. Bij de eerste (22 februari) werd het Waddeneiland Juist in twee delen gespleten. Bij de tweede (4-5 maart) liep Amsterdam onder.
De twee rampen werden vroeger verward met elkaar omdat Noord-Duitsland en sommige Nederlandse gewesten nog de juliaanse kalender gebruikten terwijl Holland, Zeeland en andere Nederlandse gewesten in 1582 op de gregoriaanse kalender waren overgegaan.
Het jaar 1651 was echt een rampjaar wat betreft overstromingen. Zo braken ook in de nacht van 25 op 26 januari in Nederland op verschillende plaatsen de dijken door. Vooral Oost-Nederland werd toen getroffen.

## De stormvloed op 22 februari 1651
De stormvloed die op 22 februari 1651 (juliaanse kalender) de kust van de Oost-Friese Waddenzee trof veroorzaakte ondanks ingrijpende schade slechts enkele honderden slachtoffers. Het cijfer van 15.000 dat in secundaire literatuur wordt vermeld, is fictief.
De duinen van de Waddeneilanden Juist en Langeoog werden doorbroken en Juist werd in twee delen gedeeld; pas in 1932 zouden de twee delen weer herenigd worden. Het westelijke deel van het eiland Buise (tussen Juist en Baltrum), dat al bij de Sint-Marcellusvloed (1362) in twee delen was gebroken, verdween onder water (volgens sommige bronnen gebeurde dit echter pas in 1690). De fundamenten van de kerk van Juist werden overspoeld, waardoor de kerk in 1662 instortte.
De kustplaatsen Dornumersiel, Accumersiel en Altensiel werden verwoest door de stormvloed. Het water bereikte de kerkterp van Fulkum, waar veel lijken begraven werden. Het water kwam zo ver landinwaarts dat ook het Alte Land, in het achterland van Hamburg, overspoeld werd. Het meertje Gutsbrack in het Alte Land is hier nog een overblijfsel van.

## De stormvloed op 4-5 maart 1651
De stormvloed van 4 op 5 maart (gregoriaanse kalender) trof de Nederlandse Zuiderzeekust en gold als de zwaarste in 80 jaar. Onder meer Amsterdam liep onder.

### Amsterdam

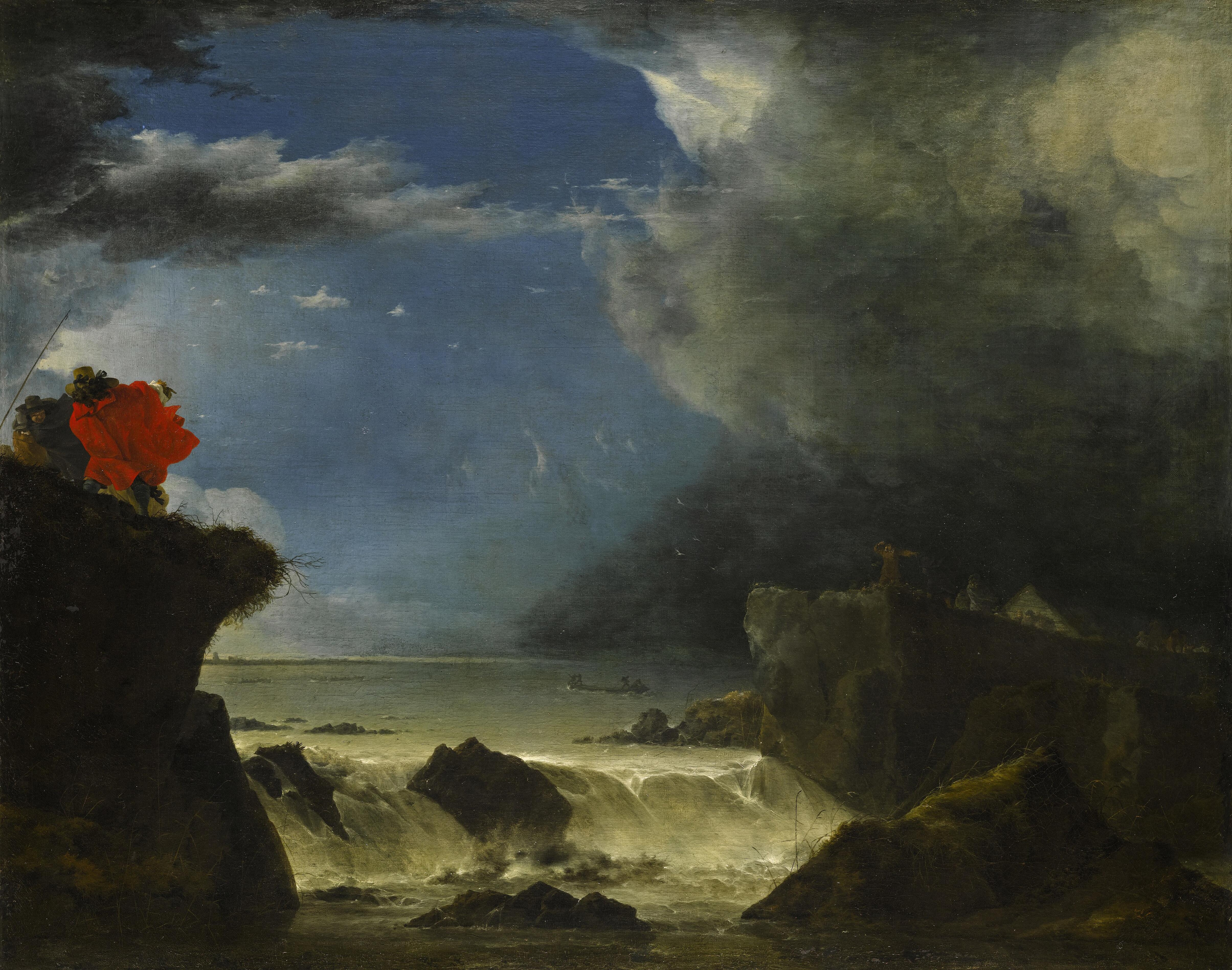
Breuk in de Sint Anthoniesdijk van maart 1651 (Jan Asselijn, 1651)

Aan de oostkant van Amsterdam braken de Sint Antoniesdijk, Zeeburgerdijk en Diemerzeedijk. Hierdoor overstroomde de pas drooggemaakte Watergraafsmeer-polder en kwam een groot deel van Amsterdam onder water te staan. Het water stroomde zelfs door de Nieuwendijk en Warmoesstraat in hartje Amsterdam.
In de Zeeburgerdijk werd twee gaten geslagen, waardoor twee plassen ontstonden in wat nu de Indische Buurt is, de "Groote Braak" of Sint-Jorisbraak (gedempt in 1723) en de kleinere "Braak" (gedempt in 1714). Door de dijkdoorbraak werd ook het nog bestaande meertje Nieuwe Diep gevormd.
In de Watergraafsmeer kwamen vijf inwoners om. Na de ramp begon men de Watergraafsmeer opnieuw droog te leggen. Een onbekende dichter schreef:

Oude Meer, gij zult herrezen
Uit de wilde watervloed
'k Wil van U bewoner wezen
Want Uw landstreek is zo goed.

Een jaar na de overstroming was de Watergraafsmeer weer geheel droog. Op 15 juli 1652 trok een feestelijke optocht door de Watergraafsmeer om dit te vieren.

### Elders in Nederland
Ook elders in Nederland veroorzaakte de Sint-Pietersvloed een ramp. In Scheveningen, Katwijk en Den Helder werden huizen weggeslagen en de nieuwe dijk tussen Amsterdam en Haarlem kon het water niet keren, waardoor de omgeving van Haarlem blank kwam te staan. Bij Edam bezweek een dijk.
Niet alleen Holland maar ook Noordoost-Friesland en Groningen werden zwaar getroffen. De dijken rond het Dokkumergrootdiep braken, waardoor een wiel (ronde plas) ontstond, het Mallegraafsgat (officieel Mâlegraafsgat, ook wel Sint Pitersgat genoemd). Hierna kwamen er plannen om het Dokkumergrootdiep met een sluis af te sluiten. Ook het gebied rond de Dollard in Oost-Groningen had zwaar te verduren door de stormvloed.